# Trichoderma fertile
Trichoderma fertile är en svampart som beskrevs av Bissett 1992. Trichoderma fertile ingår i släktet Trichoderma och familjen Hypocreaceae.   Inga underarter finns listade i Catalogue of Life.

## Källor

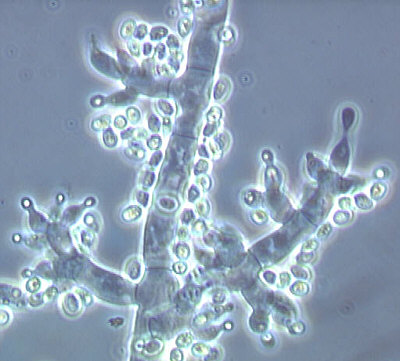